# Valutazione contingente
La valutazione contingente (contingent valuation method) è il più diffuso metodo diretto di stima del valore dei beni che, per le loro caratteristiche intrinseche, non hanno un mercato.
Nei metodi diretti, o approcci basati sulle preferenze dichiarate (stated preference methods), la disponibilità individuale a pagare è rilevata in modo diretto tramite indagini a campione, esperimenti o mercati simulati; diversamente dai metodi indiretti, o approcci basati sulle preferenze rivelate (revealed preference methods), in cui questa è desunta dai comportamenti messi in atto.
Nella valutazione contingente, in particolare, la disponibilità individuale a pagare per il bene viene stimata in maniera "contingente" entro uno scenario simulato. La stima è basata su indagini campionarie svolte sotto forma di questionari, referendum o aste, secondo specifiche modalità.
In uso da anni negli Stati Uniti, in Italia è metodo di recente introduzione.

## Modalità di svolgimento principali
Di seguito vengono sinteticamente trattate le modalità di svolgimento più diffuse.

### Open-ended method
Agli individui viene chiesto direttamente l'ammontare monetario massimo che sarebbero disposti a pagare per il bene (DAP) (o ad accettare per il male (DAA)), senza alcun suggerimento.  Le caratteristiche del bene (male) e la situazione, compresa l'eventuale modalità di pagamento, vanno descritte con precisione.
Poiché può facilmente condurre a stime inverosimili da parte degli intervistati, tale metodo risulta generalmente utilizzato esclusivamente ad integrazione di altri.

### Scelte dicotomiche (Referendum)
Agli intervistati del campione vengono imposte scelte dicotomiche (dichotomous choice), proponendo offerte del tipo prendere o lasciare. Per ogni somma, l'analista calcola poi la frequenza relativa e, con riferimento alle diverse somme offerte, la distribuzione di frequenza campionaria. Da questa si ricava poi la curva di domanda dell'individuo medio.
Tale modalità supera i problemi propri dell'open-ended method, derivanti dalla difficoltà per l'intervistato di stima iniziale del bene.

### Aste (o bidding game)
Si simula una vera e propria asta in cui, dopo aver descritto il bene e partendo da un prezzo iniziale suggerito dall'intervistatore, il prezzo stesso viene modificato iterativamente sulla base dell'accettazione o rifiuto dell'intervistato, fino a stabilire il prezzo massimo che quest'ultimo è disposto a pagare per aggiudicarsi il bene.
Il principale difetto consiste nella possibilità che l'interazione con l'intervistatore influenzi in qualche modo il soggetto.

### Carte di pagamento
Sono previste due versioni di questo metodo:
- nelle carte di pagamento con tax prices l'intervistatore chiede di esprimere la disponibilità a pagare per un certo bene dopo aver presentato una "tabella delle tasse pagate, in corrispondenza degli stessi scaglioni di reddito degli intervistati, per un bene diverso da quello oggetto di valutazione" (Sarpi, 2001, p.70);
- nelle carte di pagamento con range di prezzi viene "descritta una modifica nelle caratteristiche del bene [...] fornendo, poi, una carta che riporta contemporaneamente tutti i valori monetari che il bene può assumere. Infine si chiede all'intervistato quanto è disposto a spendere per ottenere quella modifica" (Sarpi, 2001, pp.70-71).

## Limiti della valutazione contingente e metodi alternativi
La rilevazione diretta delle preferenze attraverso valutazione contingente può generare una serie di bias. I principali sono:
- bias di mercato ipotetico (hypothetical market bias o noncommitment): poiché non si tratta di un mercato reale, non vi sono incentivi tali da evitare risposte compiacenti o sovrastime da parte degli intervistati;
- bias strategico (strategic bias): se gli intervistati credono che il loro responso potrà incidere sulla determinazione delle tariffe o delle spese di fatto praticate possono sovra o sottostimare la loro reale disponibilità a pagare;
- bias di inclusione (part-whole bias o embedding effect): nel caso dei beni intangibili, a volte gli individui possono non essere in grado di distinguere adeguatamente le quantità e riconoscere i beni inclusi in altri beni.[2]
- bias di design (design bias): il modo in cui le informazioni sono presentate può influenzare le risposte di fatto fornite.

Casi particolari dell'ultima tipologia possono essere considerati il bias del punto di partenza e l'effetto ordine.
Il bias del punto di partenza (starting point bias) si ha quando il valore iniziale suggerito dall'intervistatore all'intervistato influenza la somma finale scelta da quest'ultimo.
L'effetto ordine fa invece riferimento all'influenza che l'ordine delle possibili alternative può esercitare sulla scelta del soggetto. Questo tipo di distorsione è a volte spiegato in termini di effetto reddito ed effetto sostituzione, anche se tali spiegazioni non sembrano sufficienti.
Va finalmente osservato che, nei limiti in cui si ritiene che il contesto possa influenzare le preferenze individuali, viene di conseguenza meno l'ipotesi di preferenze date e invarianti al contesto, richiesta dalla teoria neoclassica del consumo. Questo può mettere in dubbio non solo e non tanto l'efficacia del metodo della valutazione contingente nel permettere l'espressione "neutrale" delle preferenze dell'individuo, quanto l'esistenza stessa di preferenze individuali preesistenti al contesto e a cui riferirsi per valutare i benefici della politica.
Willinger (1999), ad esempio, dimostra come in realtà alcune volte non esistano delle preferenze ben definite degli intervistati e che queste sono di fatto elaborate nel momento stesso dell'intervista, specialmente quando sono in gioco valori di non uso.
Queste critiche hanno portato alcuni economisti a proporre approcci differenti alla valutazione, soprattutto nel caso di risorse ambientali. Così, nei metodi di Deliberative Value Assessment (DVA) le preferenze individuali sono considerate endogenamente determinate in modo adattivo nel processo di scelta tra le alternative rilevanti.
Ciononostante, Campbell e Brown (2003)  notano come "il rigetto dell'assunto della teoria utilitaristica di preferenze date, sotteso alla maggior parte dei metodi di valutazione di beni non di mercato, non implica automaticamente il rigetto dell'analisi costi-benefici come strumento di supporto alle decisioni" (2003, p.284).